# Абаза-паша
Абаза́-паша́ или Мехмед Абаза́-паша́ (тур. Abaza Mehmed Paşa; 1576 — 23 августа 1634, Стамбул) — военный и государственный деятель, визирь Османской империи, бейлербей Эрзурумского эйялета (в 1618—1628 годах), правитель Боснии (в 1628—1631 годах), Силистры (в 1631—1633 годах) и Видина (в 1633—1634 годах).

## Биография
Родился в Будапеште  , выходец из  Бессарабии княжеского рода. Сын Хайдар-паши. Его жена по материнской линии —  Биту (дочь Путо) Чачба..
Ещё ребёнком вместе с родителями перебрался в Стамбул, во многом благодаря поддержке соотечественницы-абхазки — Халиме-султан. Первая жена Абаза-паши также имела абхазские корни. Её мать, Шахинджан-хатун, была дочерью черкесского дворянина Алкас-мирзы и Фериде-хатун, дочери абхазского дворянина Шолоха Акучба.  
Был губернатором Эрзурума в Восточной Анатолии. По данным историка Й. Хаммер-Пургшталя Абаза-паша был советником султана Османа II по отмене янычарства.
После убийства янычарами Османа II поднял восстание и до 1629 года возглавлял мятежников в период правления султанов Османской империи Мустафы I и Мурада IV.
В 1623 году принял участие в неудавшемся мятеже против Мурада IV, собрав 30–40-тысячное войско, добился значительных побед, однако в результате карательных экспедиций центральной власти был разбит и схвачен. Учитывая популярность восставшего Абазы-паши, султан сначала помиловал его и назначил на пост правителя Боснии.
В 1627 году он участвовал в Турецко-персидской войне (1623-1639).
В мае 1632 года попал в немилость и был отправлен управлять санджаком Силистра.
20 ноября 1633 года во главе османского войска, поддержанного татарами Добруджи, ногайцами Буджакской орды и отрядами из Молдовы и Валахии под руководством Кантемира, Абаза-паша вторгся в пределы Речи Посполитой. Осадил Каменец, но потерпел поражение 22 ноября того же года.
В 1633 году в Яссах женился на дочери Станислава Конецпольского.
В начале 1634 года Абаза-паша назначил Василия Лупу господарём Молдовы.
23 августа 1634 года по приказу Мурада IV был задушен.

## Потомство
В семье Абаза Мехмед-паши родилось трое детей:
- Хасан Абаза (ок. 1619 — 17 февраля 1659)
- Лилиана Абаза (до 1632 — ?)
- Андрей Абаза (1634—1703) — брацлавский полковник Войска Запорожского.

Внук Абаза Мехмед-паши — Илья Андреевич Абаза (1655—1727) стал родоначальником русского дворянского рода Абаза (Абазы). Герб Абаза внесён в Часть 15 Общего гербовника дворянских родов Всероссийской империи, стр. 109.